# Żegaryszki
Żegaryszki (lit. Žagariškės) – osiedle w Kownie, w dzielnicy administracyjnej Aleksota, na Aleksocie, położone na południe od Wesołego.